# Karl Emmanuel 3. af Sardinien-Piemont
Karl Emmanuel 3. af Sardinien-Piemont, (italiensk: Carlo Emanuele III) (født 27. april 1701 i Torino, død 20. februar 1773 i Torino) var konge af Sardinien fra 1730 til 1773. Desuden var han hertug af Savoyen i 1720 – 1730 og igen i  1732 – 1773.

## Forældre
Karl Emmanuel var søn af af Viktor Amadeus 2. Sardinien-Piemont, der havde været konge af Sicilien i 1713 – 1718, og som var Sardiniens første konge i 1720 – 1730.
Hans mor var Anne Marie af Bourbon-Orléans. Hun var datter af Filip 1. af Orléans (en søn af kong Ludvig 13. af Frankrig) og Henriette af England (en datter af kong Karl 1. af England).

## Familie
Karl Emmanuel var først gift med Anna Christine Luise af Pfalz-Sulzbach (1701 – 1723).  Anna Christine var datter af Theodor Eustach, pfalzgreve af Pfalz-Sulzbach.
Senere blev han gift med Polyxena af Hessen-Rheinfels-Rotenburg (1706 – 1735). Karl Emmanuel og Polyxena fik seks børn. Deres ældste søn Viktor Amadeus 3. af Sardinien-Piemont (1726 – 1796) blev konge af  Sardinien-Piemont.
Karl Emmanuels tredje ægteskab var med Elisabeth Therese af Lothringen (1711 – 1741). Hun var søster til kejser Frans 1. Stefan af Det tysk-romerske Rige.